# Cordaitales
Die Cordaitales sind eine ausgestorbene, paläozoische Ordnung von baumförmigen Samenpflanzen. Sie sind relativ nah mit den Koniferen verwandt.

## Merkmale
Mehrere Vertreter der Ordnung wurden inzwischen vollständig rekonstruiert. Diese werden in der Regel nach dem Morphotaxon des Stammes benannt. Baumförmige Cordaitales besitzen einen monopodialen Stamm und eine distale Krone aus großen, streifenförmigen Blättern. Vertreter aus der tropischen Zone des Pennsylvaniums erreichten bis 45 m Höhe. Cordaites dumusum hingegen war ein langlebiger Strauch, Shanxioxylon sinense ein kleiner Baum. Einige Arten bildeten Stelzwurzeln. 

### Stamm
Die Cordaitales besitzen den charakteristischen Stamm der Gymnospermen: eine Eustele, bei dem das sekundäre Leitgewebe durch ein bifaziales Kambium, und das Periderm durch ein Phellogen gebildet wird. Häufig besitzt der Stamm ein deutlich ausgeprägtes Mark. Dieses besteht aus dünnen Scheidewänden, zwischen denen hohle Kammern liegen. Einige Arten besitzen auch ein festes, parenchymatisches Mark. Sind Ausgüsse des hohlen Markes fossil erhalten, werden sie in die Formgattung Artisia gestellt. Das Holz des sekundären Xylems ist ausgeprägt. Es besteht bei manchen Arten aus schmalen Tracheiden mit uni- oder biseriaten Tüpfeln und uniseriaten Strahlen (ähnlich den Koniferen). Bei anderen Arten sind die Tracheiden größer mit multiseriaten Tüpfeln. Sie Strahlen sind dann zahlreich und biseriat. Holzparenchym oder Harzkanäle kommen bei Cordaiten nicht vor. Isoliert erhaltenes sekundäres Xylem wird als Dadoxylon bezeichnet.
Die Spitzen der Sprossachsen sind innen stets parenchymatisch. Die Bildung der Scheidewände durch Schrumpfen der Zellen erfolgt erst im Zuge des Stammwachstums.
Die Verzweigung erfolgt üblicherweise axillär, wobei aus der Achsel des Tragblattes ein oder zwei Seitenzweige entspringen. 
Die Rinde junger Stämme ist nach einem von zwei Mustern aufgebaut: zum einen mit abwechselnden Strängen von Sklerenchym und Parenchym, zum anderen ist sie dünn mit deutlich vorstehenden Blattbasen. 
Äste und Zweige mit spiralig angeordneten Blattnarben werden in der Formgattung Cordaicladus zusammengefasst. 
Einzelne Stamm-Gattungen sind:
- Cordaixylon besitzt eine Eustele mit großem Mark, das von einer kleinen Zahl von primären Xylem-Strängen umgeben ist. Sie gleichen in diesem Punkt also den rezenten Koniferen. Das Mark hat teilweise einen Durchmesser von über 10 cm.
- Pennsylvanioxylon ähnelt Cordaixylon und kann nicht immer von dieser unterschieden werden.
- Mesoxylon besitzt ein parenchymatisches Mark und keine Septen. Stamm und Blattspuren sind mesarch.
- Bei Piracicaboxylon ist das Mark in eine zentrale und eine periphere Zone untergliedert, die durch einen parenchymatischen Ring getrennt werden.
- Shanxioxylon fehlen meist Spurstränge von Seitenzweigen, ebenso fehlen die Sklerenchymbänder in der Rinde.

### Wurzeln
Isoliert gefundene Wurzeln, die den Cordaiten zugerechnet werden, werden in die Formgattung Amyelon gestellt. Amyelon-Arten werden allerdings auch in Gebieten und Schichten gefunden, aus denen keine Cordaiten bekannt sind. 
Die Protostele besitzt ein diarches bis pentarches Leitbündel. Die Tracheiden des primären Xylems besitzen spiralige bis multiseriate Tüpfel. Das sekundäre Xylem besitzt uniseriate Strahlen und radial angeordnete Tracheiden mit ein bis fünf Reihen von Tüpfeln an den radialen Zellwänden. Das sekundäre Phloem besteht aus Siebelementen, Parenchym, Fasern und Strahlen. Außen an das sekundäre Phloem folgt eine Schicht von Phelloderm und eine dichte Schicht von Phellem mit Lentizellen. 
Seitenwurzeln entstehen in großen Bündeln in Phellem-bedeckten Wucherungen an den größeren Wurzeln. Von den Hauptwurzeln unterscheiden sie sich durch eine deutlich ausgebildete Endodermis. 

### Blätter
Die Blätter der Cordaiten sind die am häufigsten erhaltenen Organe. Sie werden überwiegend der Gattung Cordaites zugeordnet, nach der die Ordnung auch ihren Namen erhalten hat. Cordaites umfasst euramerikanische Arten. Sie sind meist spatelförmig und stehen in spiraliger Anordnung an den Zweigen. Die Leitbündel verzweigen sich selten und dann dichotom; sie erscheinen daher parallel. Eine Mittelrippe fehlt. Grand’Eury hat 1877 die Gattung nach morphologischen Kriterien in drei Untergattungen gegliedert: Eu-Cordaites hat große spatelförmige Blätter mit rundlicher Spitze; Dory-Cordaites etwas kleinere Blätter mit zugespitztem Ende; und Poa-Cordaites mit schmalen, grasähnlichen Blättern. 
Die meisten Blätter sind 10 bis 20 cm lang, sie können aber auch 100 cm Länge erreichen. 
Bei den Cordaitales trat auch Heterophyllie auf. Schuppen- oder nadelförmige Blätter standen an rnd um Knospen und an der Basis von Zweigen einiger Arten, bei Cordaixylon dumusum sogar entlang der ganzen Länge mancher Äste.
Die Spaltöffnungen stehen in Längsreihen zwischen den Leitbündeln (intercostal). Der Spaltöffnungsapparat besteht aus zwei bohnenförmigen Schließzellen, zwei seitlichen Nebenzellen und an jedem Ende noch je einer terminalen Zelle. Das Mesophyll ist häufig in Palisaden- und Schwammparenchym differenziert. Entlang der Leitbündel befinden sich häufig Faserstränge, die im Blattquerschnitt eine Doppel-T-Träger-Struktur ergeben. Die Cuticula-Oberfläche ist sehr vielgestaltig, ein Hinweis, dass die Artenzahl der Cordaiten bis anhin unterschätzt wird. 
Cordaites-ähnliche Blätter aus dem Karbon und Perm der Südhemisphäre werden als Noeggerathiopsis bezeichnet. Weitere Blattgattungen der Südhemisphäre sind Pantophyllum, Kawziophyllum und Euryphyllum.

### Reproduktive Organe
Die samen- und pollenproduzierenden Organe sind zusammengesetzte Zapfen und stehen meist an den Enden der blatttragenden Zweige. Die Zapfen sind stets monosporangiat, enthalten also entweder Samenanlagen oder Pollensäcke. Da Zapfen selten an den Pflanzen gefunden werden, ist unbekannt, ob die Pflanzen monözisch oder diözisch waren. Die Zapfen sind meist um 10 cm lang, können aber auch 25 cm erreichen. An der Hauptachse stehen Tragblätter in kreuzgegenständiger Anordnung. In der Achsel jedes Tragblattes entspringt eine Seitenachse, an der in schraubiger Anordnung schuppenförmige Blätter stehen. Die meisten sind vegetativ mit zugespitztem Ende, einige tragen an ihrer Spitze Samenanlagen oder Pollensäcke. Bei Cordaitanthus stehen die Pollensäcke in einem Ring an der Spitze der Schuppen und reiften  nacheinander. Bei Gothania stehen sie in einer Reihe an der Schuppe und reiften gleichzeitig.
Samenanlagen und Samen
Die Samenanlagen sind häufig abgeflacht. Die Basis ist meist herzförmig, das Ende zugespitzt. Die Mikropyle ist schmal. Der Nucellus ist an der Basis mit dem Integument verwachsen, oben dann frei. An der Basis des Nucellus befindet sich eine Scheibe von Tracheiden, zwei Leitbündel führen in das Integument. Die Vertreter von Cardiocarpus und Nucellangium sind im Querschnitt oval, Mitrospermum trägt am Rand zwei schmale Flügel. Die Pollenkammer besteht aus einem konischen Bereich an der Spitze des Nucellus. Der Zustand der Mikropyle vor und nach der Befruchtung ähnelt dem bei rezenten Koniferen. Daher wird angenommen, dass die Befruchtung wie bei diesen über einen Pollinations-Tropfen erfolgt, der den Tropfen auffängt und in die Pollenkammer einsaugt. 
Die Samenanlagen vergrößerten sich und das Integument bildete eine Sarcotesta. Der Megagametophyt vergrößerte sich und nahm fast die ganze Samenhöhle ein, während der Nucellus zu einer papierdünnen Schicht reduziert wurde. Wenn der Samen seine endgültige Größe erreicht hatte, differenzierten sich die Faserzellen der Sklerotesta aus. Der Megagametophyt wurde zellulär und bildete mikropylenseitig zwei Archegonien. 
Von Nucellangium sind Samen mit jungen Embryos bekannt, eine Seltenheit bei paläozoischen Gymnospermen. Der Embryo ist 0,2 mm lang, ellipsoidisch und zellulär. Das bedeutet, dass die Embryoentwicklung im Gegensatz zu rezenten Gymnospermen von Beginn an zellulär verlief oder schon sehr früh zellulär wurde. Aus der Seltenheit von reifen Samen wird geschlossen, dass es bei den Cordaiten keine Samenruhe gegeben haben dürfte. 
Pollen
Der Pollen ist monosaccat. Die Keimung erfolgte entweder proximal mit einer trileten oder monoleten Keimöffnung und werden als Präpollen angesehen, oder es gab keine Keimöffnung und es handelt sich möglicherweise um echten Pollen. Präpollen vom Typ Felixipollenites ist aus Pollensäcken von Gothania lesliana bekannt, vom Typ Sullicaccites aus Gothania-Typ-Zapfen von Mesoxylon priapi. Florinites-Pollen ist aus den Mikrosporangien von Cardaitanthus concinnus bekannt und den Cordaitanthus-Zapfen von Cordaixylon dumusum. Über den Aufbau des Mikrogametophyten ist wenig bekannt.

## Verbreitung
Besonders zahlreich sind Funde aus Europa, Nordamerika und China. Hier formten die Cordaitales einen wesentlichen Teil der spätpaläozoischen Flora. Viele Arten wuchsen im Tiefland in Torf-Sümpfen. Hier bildeten sie entweder monotypische Bestände oder sie wuchsen zusammen mit Calamiten, Baumfarnen und verschiedenen Lycophyten. Andere Vertreter wuchsen auf gut entwässerten Mineralböden. An trockenen Standorten waren sie auch Teil von feuertoleranten Gesellschaften. In höheren Lagen wuchsen besonders hohe Cordaiten. 
Cordaiten werden häufig auch als Bewohner von meerwasserbeeinflussten Sümpfen angesehen und würden damit die ältesten Formen von Mangroven darstellen. Das Fehlen wesentlicher physiologischer Anpassungen an Brackwasser sowie das Fehlen von Anzeichen permanenter Überflutung lassen diese Hypothese in den letzten Jahren als unwahrscheinlich erscheinen.  

## Systematik
Über die systematische Stellung der Cordaitales gibt es verschiedene Ansichten. Seit Rudolf Florins Arbeiten wird eine enge Verwandtschaft der Cordaitales mit den Koniferen allgemein akzeptiert. Die Ansicht, die Koniferen hätten sich aus den Cordaitales entwickelt, wurde später zugunsten der Ansicht, beide Gruppen hätten sich aus einem gemeinsamen Vorfahren entwickelt, aufgegeben.
Als Vorfahren sieht Beck (1981) die Archaeopteridales (Progymnospermen) an, diese Ansicht wird durch Gemeinsamkeiten im vegetativen Aufbau und in der Holzanatomie gestützt. Rothwell (1982) nennt Samenfarne aus dem Pennsylvanium, besonders die Callistophytales als mögliche Vorfahren. Hier liegen die Gemeinsamkeiten bei den Reproduktionsorganen. Taylor et al. (2009) sprechen letzterer Theorie allerdings wenig Überzeugungskraft zu. 
Eine kladistische Analyse ergab, dass die untersuchten Gattungen der Cordaitales (Shanxioxylon, Cordaitanthus-Pennsylvanioxylon und Mesoxylon) eine Klade bilden, die als Schwestergruppe die Klade aus paläozoischen, mesozoischen und rezenten Koniferen besitzt.

## Belege
- Thomas N. Taylor, Edith L. Taylor, Michael Krings: Paleobotany. The Biology and Evolution of Fossil Plants. Second Edition, Academic Press 2009, ISBN 978-0-12-373972-8. S. 787–804.
- Gar W. Rothwell: Cordaitales. In: Charles B. Beck (Hrsg.): Origin and Evolution of Gymnosperms. Columbia University Press, New York 1988, ISBN 0-231-06358-X, S. 273–297.